# Roma mediátor
A roma mediátor a romák és  nem romák között vállal közvetítő szerepet annak érdekében, hogy a két közösség közötti egyenlőtlenségeket, konfliktusokat és előítéleteket enyhítse. A roma mediátor  szerepköre általánosabb kontextusban  az interkulturális mediátorénak felel meg, aki etnikai, kulturális vagy nemzeti közösségek között vállal közvetítő szerepet. A roma mediátor feladata, hogy elősegítse a párbeszédet és az együttműködést a roma kisebbség és a különböző köz- vagy helyi intézmények (többségében nem roma dolgozói) között és ez által javítsa a kisebbség információhoz, különböző szolgáltatásokhoz és támogatásokhoz való hozzáférését.
A  mediáció eszközeit számos szakterületen alkalmazzák, de a roma mediátorok leggyakrabban az oktatáshoz, lakhatáshoz, egészségügyi és szociális ellátáshoz való jog érvényesítésének támogatásában aktívak. Az egyes szakterületeken a mediátorok megnevezése eltérő lehet (például  roma dajka, roma pedagógiai asszisztens, roma pedellus, családi koordinátor, esélynövelő koordinátor, családi mentor).

## A Roma mediátor feladatai
A roma mediátorok sokrétű tevékenységet folytatnak. Míg az általános értelemben vett mediáció során a mediátor egy semleges pozíciót tölt be, az interkulturális mediáció sikerességének egyik kulcseleme, hogy a mediátor lehetőleg roma származású és a helyi közösség szerves része legyen, ismerje problémáit, és átlássa az állami intézményrendszer adta lehetőségeket és működési mechanizmusát. A siker szempontjából elengedhetetlen, hogy a roma mediátor egyaránt élvezze a helyi roma közösség  és a többségi társadalom képviselőinek bizalmát és elismerését.

### A közösségi interakciók
Számos kutatás támasztja alá a hipotézist, hogy a romák legjelentősebb problémái alacsony szociális és gazdasági státuszukból erednek, míg ezeket a többségi társadalom hajlamos származásukhoz kötni („etnicizálni”).
A közösségközi interakciók így gyakran előítéleteken alapulnak, és sokszor vezetnek  diszkriminációhoz, társadalmi kirekesztettséghez és a társadalmi egyenlőtlenségek növekedéséhez. A romák folyamatos kudarcélményei az oktatás, a munkaerőpiac, az egészségügyi és szociális ellátás területén is negatívan befolyásolhatják intézményekhez való viszonyukat. A problémák megértése és megértetése komoly előrelépést jelenthet a kirekesztettek és a közintézmények dolgozói közötti partneri viszony kialakításában.
Az egyén és az intézmény közötti mély szakadékot kívánja áthidalni a mediátor, aki a problémák feltérképezése után, személyre szabott tanácsadással, felvilágosítással tud szolgálni arról, hogy miként lehet a problémáikat orvosolni. A roma közösség tagjai és a mediátor között sok esetben bizalmi viszony alakul ki, amelyre egy hivatali ügyintéző esetében nem lenne lehetőség. Ezen felül a hivatali környezet és működési mód kevésbé ad lehetőséget arra, hogy a problémákat komplexen, részletekbe menően lehessen kezelni.

### A roma mediátor szerepe
A mediátoroknak komoly szerepük van a megelőzési mechanizmusok kialakításában, a problémák korai azonosításában és kezelésében. Ezekre kiváló példa az oktatás terén kialakult gyakorlat, mely során a mediátor külön figyelmet fordít az iskolából gyakran kimaradó tanulókra. Ilyen esetben a mediátor célja a hiányzás okainak feltérképezése, majd a tanulóval és családjával együtt történő megoldáskeresés. Hasonlóképpen az egészségügy területén a mediátor hatékonyan kiegészítheti a védőnők, orvosok és nővérek munkáját mind a kötelező védőoltásokhoz való hozzáférés kapcsán, mind egészségüggyel kapcsolatos figyelem felkeltéssel, a szűrővizsgálatok fontosságának megértetésével
Nem elhanyagolható, hogy a roma mediátor példaképként is szolgálhat a közösség tagjai számára, ezáltal önbizalmat adhat a kisebbség csoportja számára, hogy a szakmai érvényesülés nem vonja okvetlenül maga után a roma identitásról való lemondást. Ezen felül a mediátor sikeresen közvetítheti a roma kultúrát és értékeit a többségi társadalom felé, és hitelesen képviselheti a romák helyi érdekeit. Mindezek összessége elősegíti a kölcsönös együttműködést, és a romák társadalmi integrációját.

## Nemzetközi kitekintés
A mediáció eszközeit a romák társadalmi felzárkóztatására már az 1980-as évek folyamán elkezdték alkalmazni Spanyolországban, amely legfőképpen a család és iskola közötti kapcsolat támogatására szorítkozott. Ugyanezt a feladatot ellátva roma mediátori programok indultak az Egyesült Királyságban és Franciaországban, és az ezredforduló környékén számos pilot projekt indult közép- és kelet-európai országokban az oktatás és az egészségügy terén. A programok javarészt az Európai Unió vagy egyéb nemzetközi szervezet támogatásával valósultak meg.
A mediáció eszközeinek használata újabb lendületet kapott a 2010 utáni időszakban, amikor az EU közös lépésekre szólította fel a tagállamokat a roma integráció erősítése érdekében. Ezzel egyidejűleg az Európa Tanács képzési programot indított roma mediátorok számára. 
A ROMED programban Magyarország is részt vesz. 2011-ben és 2012-ben a projekt keretén belül 20-20 roma származású mediátor vett részt a képzéseken.
Míg az első szakasz legfőképp a képzésre korlátozódott, a ROMED második szakasza a mediáció helyi implementációjára helyezte a hangsúlyt. Magyarországon tíz települést választottak ki a mediáció helyi szintű megvalósítására.
Roma mediátorok képzésére és alkalmazására többnyire csak különböző projektek keretén belül kerül sor. Ezáltal a mediátorok hosszú távú, fenntartható foglalkoztatása számos kérdést és bizonytalanságot vet fel.

## Magyarországi jó gyakorlatok
A Roma Oktatási Alap „Egy Jó Kezdet” nevű projektje a hátrányos helyzetű roma gyerekek óvodai neveléshez való hozzáférését kívánja komplex módszerek alkalmazásával támogatni. A mediátorok kulcsszerepet töltenek be programban. 
1. A családi látogatások alkalmával elősegítik a család és az óvoda közötti kommunikációt, tudatosítják az óvodai nevelés fontosságát a gyermek fejlődésében és sikeres iskolai érvényesülésében.
2. Az ún. Meséd programmal az anyukák olvasási, nevelési szokásaikat fejlesztik, mely mind az anyákra, mind gyermekeik fejlődésére pozitívan hatnak.
3. A szülők egy-egy foglalkozást tartva személyesen is részt vesznek az óvodai nevelésben.

Az „Egy Jó Kezdet” program nyolc kelet-magyarországi településen valósul meg. Magyarországon kívül a program Romániában, Szlovákiában és Macedóniában fut. A program 2014-ben már a harmadik szakaszba lépett és felmérések szerint pozitív változásokat váltott ki mind a gyermekek kora gyermekkori fejlesztése, mind az anyák, családok körében.
Az egészségügy területén az „Együtt a jobb egészségért, értünk, velünk” nemzetközi program szintén az interkulturális mediáció eszközeit alkalmazza az egészségügyi szolgáltatásokhoz való hozzáférés és egészség-tudatos életmód megerősítésére és támogatására a hátrányos helyzetűek körében. A program kezdetétől, 2012-től roma mediátorokat képeztek ki Ózdon, Kántorjánosiban és Nagyecseden. 2013-ban pedig Porcsalma és Nyírbátor is csatlakozott. A program Magyarországon kívül Bulgáriában, Romániában és Szlovákiában is megvalósul.